# Борис и Глеб
Свети мученици Борис и Глеб су хришћански светитељи. Били су синови великога кијевског кнеза Владимира, за време чије владавине су Руси примили хришћанство. До свога крштења Владимир је имао много жена, и од њих децу. Борис и Глеб су били браћа од једне мајке. Пред смрт Владимир је разделио државу на све своје синове. Међутим Свјатополк, најстарији син, кнез кијевски, пожелео је да узме и делове намењене Борису и Гљебу. Зато је послао људе да на једном месту убију Бориса, а на другом Гљеба. Сахрањени су у граду Вишгороду. У хришћанској традицији помиње се да из њих и до данас исходи благодатна сила, која исцељује људе од разних болести и мука.
Српска православна црква слави их 2. маја по црквеном, а 15. маја по грегоријанском календару.
Први Светитељи канонизовани у Руској цркви били су Света браћа Борис и Глеб, који се прослављају у чину „страстотерпаца“ - вољних страдалника овенчаних због непротивљења злу. То нису били први угодници Божији просијали у Русији: њима су претходили Варјази Теодор и Јован, мученици пострадали 983., Свети равноапостолни Владимир и Олга и Свети Михаил, први митрополит Кијевски († 992.). Међутим, Свети Борис и Глеб били су први овенчани изабраници Руске цркве. Виша јерархија (грчки митрополити) није била претерано наклоњена чину њиховог прослављења, посебно ако се има у виду да су Света браћа пала као жртве политичког злочина, расправе и раздора међу кнезовима у борби за престо. Њихов подвиг у много чему је јединствен и парадоксалан: они нису пострадали због исповедања вере у Исуса Христа, него због следбеништва Христа, као савршене кротости, потпуног привољења Царству небеском и непротивљења злу, које касније постаје типично руски национални подвиг.